# Байрън Лихтенберг
Байрън Курт Лихтенберг (на английски: Byron Kurt Lichtenberg) е американски боен пилот, инженер и астронавт на НАСА, участник в два космически полета.

## Образование
Байрън К. Лихтенберг завършва гимназия в родния си град. През 1969 г. завършва университета Браун с бакалавърска степен по аерокосмическо инженерство. През 1975 г. придобива магистърска степен по инженерна механика в Масачузетски технологичен институт. През 1979 г. защитава докторат по биомедицински инженеринг в същото висше учебно заведение. След това става хоноруван преподавател в колежа Уестминстър.

## Военна кариера
Б. Лихтенберг служи 23 г. в USAF. Участва във Виетнамската война като боен пилот. Извършва 238 бойни полета на реактивни изтребители F-100 и F-4. След като се демобилизира става капитан в авиокомпанията Саутуест еърлайнс (на английски: Southwest Airlines Co).

## Служба в НАСА
Байрън Лихтенберг е избран за астронавт от НАСА на 18 май 1978 г., Група Spacelab-1. Взима участие в два космически полета. Лихтенберг е първият специалист по полезния товар на НАСА.

### Полети
| Космически полети на Байрън Курт Лихтенберг                        | Космически полети на Байрън Курт Лихтенберг | Космически полети на Байрън Курт Лихтенберг | Космически полети на Байрън Курт Лихтенберг | Космически полети на Байрън Курт Лихтенберг | Космически полети на Байрън Курт Лихтенберг | Космически полети на Байрън Курт Лихтенберг |
| №                                                                  | Дата                                        | КК                                          | Емблема на мисията                          | Функции                                     | Продължителност                             |                                             |
| ------------------------------------------------------------------ | ------------------------------------------- | ------------------------------------------- | ------------------------------------------- | ------------------------------------------- | ------------------------------------------- | ------------------------------------------- |
| 1                                                                  | 28 ноември 1983                             | „Колумбия“, мисия STS-9                     |                                             | Специалист по полезния товар                | 10 денонощия 07 часа 47 мин. 24 сек.        |                                             |
| 2                                                                  | 24 март 1992                                | „Атлантис“, мисия STS-45                    |                                             | Специалист по полезния товар                | 8 денонощия 22 часа 09 мин. 28 сек.         |                                             |
| Сумарно време в космоса – 19 денонощия 05 часа 56 минути и 52 сек. |                                             |                                             |                                             |                                             |                                             |                                             |

## Награди
- Летателен кръст за заслуги (2);
- Медал на ВВС (10);
- Медал на НАСА за участие в космически полет (2);
- Награда Комаров на FAI.

## Личен живот
Байрън Лихтенберг е женен за Тамара. Двамата имат 5 деца и 2 осиновени дъщери от китайски произход.